# ماهواره‌بر قائم
ماهواره‌برهای قائم، گروهی از موشک‌های ماهواره‌بر ساخت سپاه پاسداران ایران هستند که قرار است دسترسی سازمان فضایی ایران به مدار ۳۶ هزار کیلومتری را میسر کنند. این ماهواره‌برها قادرند به موشک‌های قاره‌پیما نیز تغییر کاربری دهند.

## مشخصات
انواع پیشرفتهٔ این ماهواره‌برها نظیر قائم ۱۰۵، با طول ۲۳٫۵ متر و وزن ۱۸ تن، توان حمل ۲۰۰ کیلوگرم محموله را تا ارتفاع ۴۰۰ کیلومتری را داراست.

## مدل‌های قائم

### قائم ۱۰۰
ماهواره بر سوخت جامد قائم ۱۰۰، قادر است ماهواره‌های با وزن ۸۰ کیلوگرم را در مدار ۵۰۰ کیلومتری یا ۶۰ کیلوگرم را در مدار ۷۵۰ کیلومتری از سطح زمین قرار دهد. 
نیروی هوافضای سپاه در تاریخ ۱۳ بهمن ۱۴۰۱ اقدام به پرتاب مداری راکت فضایی قائم-۱۰۰ همراه با ماهواره مخابراتی ناهید-۱ به مدار پایین زمین کرده است که این پرتاب موفق نبوده است.
نیروی هوافضای سپاه پاسداران در ۱۴ آبان ۱۴۰۱ از پرتاب قائم ۱۰۰ خبر داد. ماهواره ثریا صبح روز شنبه ۳۰ دی ماه ۱۴۰۲ با قائم ۱۰۰ در مدار ۷۵۰ کیلومتری از زمین قرار گرفت، ماهواره ثریا که ۵۰ کیلوگرم وزن دارد، در این پرتاب طی ۱۱ دقیقه با سرعت ۷۴۷۸ متر بر ثانیه به این مدار رسید.
این ماهواره بر در تاریخ ۲۴ شهریور ۱۴۰۳ ماهواره چمران-۱ به وزن ۶۰ کیلوگرم را با موفقیت در مدار ۵۵۰ کیلومتری از سطح زمین قرار داد.

### قائم ۱۱۰
نیروی هوا فضای سپاه جمهوری اسلامی ایران در مورد این موشک تنها به نام آن اشاره کرده و از مشخصات آن مطلبی منتشر نشده‌است.

### قائم ۱۲۰
همچون ماهواره بر قائم ۱۱۰، نیروی هوا فضای سپاه جمهوری اسلامی ایران در مورد این ماهواره بر نیز تنها به نام آن اشاره کرده و از مشخصات آن مطلبی منتشر نشده‌است.

## تاریخچه پرتاب
در تاریخ ۱۳ بهمن ۱۴۰۱ ماهواره بر قائم-۱۰۰ با ماهواره مخابراتی ناهید-۱ به فضا پرتاب شد ولی این پرتاب موفق نبود و این ماهواره مخابراتی از دست رفت.
نیروی هوافضای سپاه پاسداران در ۱۴ آبان ۱۴۰۱ از پرتاب قائم ۱۰۰ خبر داد.
در تاریخ یکم بهمن ۱۴۰۲ ماهواره بر قائم ۱۰۰ ماهواره ی ثریا را در فاصله ی ۷۵۰ کیلومتری از سطح زمین قرار داد . 